# Glasgow Herald Tournament
Het Glasgow Herald Tournament was een golftoernooi dat van 1920-1927 op Gleneagles werd gespeeld. Het werd ook wel het Gleaneagles Tournament genoemd. Na 1921 werd het ook wel het Glasgow Herald 1000 Guineas Tournament genoemd, omdat toen het prijzengeld steeg naar 1000 gienjes (£1.050). Het prijzengeld was in 1920 al een record, de winnaar van het Brits Open kreeg dat jaar slechts £75. Het prijzengeld van 1921 was opnieuw een record, hetgeen zo bleef tot het toernooi werd gestopt.
1920
De eerste editie was een 4-daags toernooi van 24-27 mei 1920. Er deden 104 spelers mee. Na 36 holes gingen 16 spelers door naar het matchplay-gedeelte. Er stonden drie spelers op de 16de plaats, zij moesten nog negen holes spelen om uit te maken wie door mocht naar de matchplay. Alle spelers die zich niet kwalificeerden voor de matchplay speelden nog twee rondes strokeplay voor £115 prijzengeld. Ted Ray won het strokeplay=toernooi. Het prijzengeld voor het matchplay-toernooi was £500, waarvan de winnaar £160 kreeg.

1921
De tweede editie was een 5-daags toernooi van dinsdag 7 juni - zaterdag 11 juni 1921. Op de eerste twee dagen werden 27 holes gespeeld op de Kings'course (18 holes) en de Queen's course (9 holes). Daarna mochten 16 spelers door naar het matchplat-toernooi. In 1921 bestonden de halve finale op vrijdag en de finale op zaterdag elk uit 36 holes. De andere spelers maakten het strokeplay-toernooi af met 18 holes op donderdag en vrijdag. 

Het prijzengeld was in 1921 gestegen naar 1000 gienjes (£1.050), de 16 matchplay spelers kregen in totaal £740 (de winnaar kreeg £200), de strokeplay-spelers kregen in totaal £165 (de winnaar kreeg †25), er was £20 voor de laagste score op de Kings' course en £10 voor de laagste score op de Queen's course. De rest van het geld was voor een eventuele extra prijs, bijv. voor een hole-in-one.

1922
Na 18 holes stonden Ted Ray en Abe Mitchell nog gelijk, maar 's middags speelde Mitchell beter. Hij won opnieuw en verdiende £200, Ray kreeg £100.
1923
Frank Ball van Langley Park had vanaf de derde hole al achter gestaan en tijdens de lunchpauze stond Arthur Havers van Coombe Hill 2 up. Na de lunch verloor Ball nog een paar holes en na 12 holes was de partij door Havers gewonnen.
1924
In 1924 was het nu zo beroemde hotel net geopend. Op 10 en 11 juni waren de kwalificatierondes, dat was twee weken voor het Brits Open dat in Liverpool gespeeld zou worden. Donderdag mochten 32 spelers door naar het matchplay-toernooi. Na de ochtendronde waren er nog 16 over, en na de middagronde nog maar acht. Vrijdag werden ook twee rondes gespeeld, zaterdag speelden George Duncan en Abe Mitchell de finale van 36 holes. Na 28 holes was het afgelopen. 

1925
De finale was tussen Abe Mitchell en Archie Compston van de Manchester Golf Club. Compston stond 4 down na 18 holes, en niemand verwachtte dat hij zou winnen. Na de 20ste hole verloor Mitchell zijn 'touch', zijn putts vielen niet meer. Hij verloor zeven holes achter elkaar. Op hole 17 belandde zijn afslag in een bunker en hij maakte een bogey. Op de laatste hole had Compston geluk, zijn slag naar de green raakte een voet van het publiek en ging daardoor niet over de green. Mitchells bal was ruim naast de green. Als Compston een pitch-putt kon maken, zou hij winnen. Hij hoefde zijn putt niet meer te maken, Mitchell gaf zich gewonnen.
1926
Het toernooi begon op 28 juni. Aubrey Boomer van St Cloud had slechts 31 holes nodig om Len Herrington uit Sheffield te verslaan. Het verschil tussen deze twee spelers wasvooral het lengteverschil van hun afslag, Boomer lag telkens 40 of 50 meter verder. Maar ook hun swing was heel verschillend, Boomer's swing was snel, als die van George Duncan, Herrington had een hele langzame backswing.
1927
Tijdens de lunchpauze werd een putting green naast het hotel geopend. George Duncan won de kwalificatie en de prijs voor de laagste score op de King's course, maar verloor de 2de matchplay ronde, net als Archie Compston en Aubrey Boomer. allen voormalige winnaars. Ted Ray was voor de tweede keer finalist en verloor van Charles Whitcombe.

## Uitslagen
| Jaar                                   | Winnaar                   | Score                     | Finalist                  | Info                                                                     |
| Glasgow Herald Tournament              | Glasgow Herald Tournament | Glasgow Herald Tournament | Glasgow Herald Tournament | Glasgow Herald Tournament                                                |
| -------------------------------------- | ------------------------- | ------------------------- | ------------------------- | ------------------------------------------------------------------------ |
| 1920                                   | George Duncan             | 3 & 2                     | Arnaud Massy              | Verslag                                                                  |
| Glasgow Herald 1000 Guineas Tournament |                           |                           |                           |                                                                          |
| 1921                                   | Abe Mitchell              | 7 & 6                     | Joe Kirkwood sr.          | Beiden kregen een gouden munt , speciaal geslagen voor de Glasgow Herald |
| 1922                                   | Abe Mitchell              | 2 & 1                     | Ted Ray                   |                                                                          |
| 1923                                   | Arthur Havers             | 6 & 5                     | Frank Ball                |                                                                          |
| 1924                                   | George Duncan             | 8 & 7                     | Abe Mitchell              |                                                                          |
| 1925                                   | Archie Compston           | 1 up                      | Abe Mitchell              | 4 down na 18 holes                                                       |
| 1926                                   | Aubrey Boomer             | 7 & 5                     | Louis Herrington          |                                                                          |
| 1927                                   | Charles Whitcombe         | 10 & 8                    | Ted Ray                   | De laatste 6                                                             |